# Julia Romera Yáñez
Pour les articles homonymes, voir Romera et Yáñez.
Julia Romera Yáñez, née à Mazarrón (Murcie) le 5 mars 1916 et morte le 6 septembre 1941 dans la prison pour femmes de Les Corts de Barcelone, est une syndicaliste espagnole, militante de la Confédération nationale du travail (CNT).

## Biographie
Julia Romera Yáñez est la fille de Matilde Yáñez Pérez et du mineur Francisco Romera Rodríguez. En 1918, à la suite de l'épidémie de grippe qui frappe la région de Murcie, ses parents meurent à trois jours d'intervalle. Orpheline, elle demeure, avec sa sœur María, chez ses grands-parents maternels à Carthagène, puis chez ses grands-parents paternels à Mazarrón.
En 1921, la province de Murcie est en pleine crise économique; la paralysie des mines, la sécheresse des champs et le manque de travail provoquent une émigration massive vers les zones industrialisées. La famille Romera décidé d'émigrer à Santa Coloma de Gramanet, en Catalogne. En 1930, à l'âge de 14 ans, Julia est ouvrière de textile aux Pañolerias Baró (Can Baró), où beaucoup d'ouvriers sont adhérents de la CNT,.
En 1931, la République espagnole est proclamée. La jeune Julia milite dans les années 1934-1935. Lors du déclenchement de la guerre d'Espagne, en juillet 1936, Julia est nommée secrétaire générale et trésorière du Secours rouge et responsable d'édition de la revue Aurora Libre.
Le 27 janvier 1939, les troupes nationalistes envahissent Santa Coloma de Gramanet. De nombreux Républicains sont contraints à l'exil en France lors de l'épisode de la Retirada, mais Julia, devant notamment s'occuper de sa grand-mère malade, restent sur place et rejoint la résistance.

### La résistance et la création de l'UJA
Julia rejoint l'UJA (Union des jeunesses antifascistes), un groupe de jeunes résistants âgés de 15 à 23 ans, certains avec une expérience militaire comme Epifanio García Murcia et Joaquim Miquel. Ils n'acceptent pas la défaite et mettent en place la guérilla anti-franquiste.

### La répression nationaliste
Le 30 mai 1939, les nationalistes commencent les arrestations. Julia est emmenée au commandement local de la Garde civile. Pendant trois jours, elle est interrogée et torturée, mais ne parle pas.
Le 2 juin, sans pouvoir marcher, défigurée et le ventre gonflé par les lésions internes, elle est déplacée au théâtre Cervantes de Badalone, réaménagé comme prison. Elle est incarcérée ensuite à la prison pour femmes de Les Corts de Barcelone.
Le 2 janvier 1940, lors d'un conseil de guerre dans lequel vingt-cinq personnes (dont trois mineurs) sont jugés, Julia est condamnée à la peine de mort, commuée en perpétuité.
Dans la prison de Les Corts, dans des conditions déplorables, Julia partage sa cellule avec Conxita Vives et l'actrice Maruja Tomás (es).
À la fin de l'été 1941, après avoir souffert de fièvres récurrentes, le médecin de la prison lui diagnostique une tuberculose avancée, aggravée par les graves lésions internes entrainées à la suite des tortures. Elle entre à l'infirmerie de la prison dans laquelle est meurt le 6 septembre 1941, en rejetant l'extrême-onction proposée par l'aumônier de la prison.
Ses camarades se côtisent pour offrir à Julia un enterrement digne.

## Postérité
- Le conseil municipal de Santa Coloma de Gramenet a nommé une rue de la ville en sa mémoire[11].